# Dan Muse
Daniel "Dan" Muse, född 21 juli 1982, är en amerikansk ishockeytränare och före detta ishockeyforward som tränar Pittsburgh Penguins i National Hockey League (NHL) sedan den 4 juni 2025.

## Spelare
Muse spelade för Stonehill Skyhawks i tredje divisionen inom National Collegiate Athletic Association (NCAA).
Han blev aldrig NHL-draftad.

### Statistik
| 2001–2002       | Stonehill Skyhawks | NCAA III        | 13 | 1 | 0 | 1  | 4  | — | — | — | — | — |
| 2002–2003       | Stonehill Skyhawks | NCAA III        | 13 | 2 | 1 | 3  | 0  | — | — | — | — | — |
| 2003–2004       | Stonehill Skyhawks | NCAA III        | 12 | 1 | 1 | 2  | 4  | — | — | — | — | — |
| 2004–2005       | Stonehill Skyhawks | NCAA III        | 23 | 1 | 4 | 5  | 6  | — | — | — | — | — |
| NCAA III totalt | NCAA III totalt    | NCAA III totalt | 61 | 5 | 6 | 11 | 14 | — | — | — | — | — |

## Tränare
Muse har arbetat bland annat för Williams Ephs (assisterande tränare); Sacred Heart Pioneers (assisterande tränare); Yale Bulldogs (assisterande tränare/delad tränarskap); USA:s herrjuniorlandslag (videotränare/tränare); Chicago Steel (tränare); Nashville Predators (assisterande tränare); Team USA (tränare) och New York Rangers (assisterande tränare). Den 5 juni 2025 blev han utnämnd till att vara ny tränare för Pittsburgh Penguins.

### Statistik
| Lag                 | Säsong    | Grundserie | Grundserie | Grundserie | Grundserie         | Grundserie | Grundserie         | Slutspel            |
| Lag                 | Säsong    | Matcher    | Vinster    | Förluster  | Övertids förluster | Poäng      | Placering          | Resultat            |
| ------------------- | --------- | ---------- | ---------- | ---------- | ------------------ | ---------- | ------------------ | ------------------- |
| Pittsburgh Penguins | 2025–2026 |            |            |            |                    |            | ?:a i Metropolitan | Säsong ej påbörjad. |
| Totalt              |           |            |            |            |                    |            |                    |                     |